# کوسگالا
کوسگالا (به لاتین: Kosgalla) یک منطقهٔ مسکونی در سری‌لانکا است که در استان مرکزی (سری‌لانکا) واقع شده‌است.